# آیدا مطلبی
آیدا مطلبی (زادهٔ ۱۱ اسفند ۱۳۷۱) بازیگر کودک سینما اهل ایران است.
شایعات: زمانی که خبر مرگ بیتا توکلی آمد این خبر را برای ایدا مطلبی نیز نوشتند برخی چون دیدند دیگر بازیگری نمیکند گمان کردند که آیدا فوت شده اما این اخبار صحت ندارد آیدا مطلبی زنده است و از دوران بزرگسالی دیگر به بازیگری ادامه نداده است

## فیلم‌شناسی

### سینمایی
- ۱۳۷۹: آقای رئیس جمهور (ابوالقاسم طالبی) در نقش لیلا
- ۱۳۷۷: طوطیا (ایرج قادری) در نقش طوطیا

### مجموعه تلویزیونی
- ۱۳۷۷: آژانس دوستی
- ۱۳۷۹: روزهای زندگی (سیروس مقدم)

## جوایز و افتخارات
1. برنده لوح تقدیر بهترین بازیگر نقش مکمل زن از هفدهمین دوره جشنواره فیلم فجر برای فیلم طوطیا (۱۳۷۷)[۲]
2. برنده لوح تقدیر بهترین بازیگر خردسال شبکه ۳ سیمای جمهوری اسلامی ایران (۱۳۷۷)